# Бартоломеа Ачајоли
Бартоломеа Ачајоли или Ачиајоли (умрла око 1396. године) била је жена деспота Теодора I Палеолога, деспота Мореје од 1385. године. Она је била старија ћерка војводе Нерија I Ачајолија, који је држао велике поседе у франачкој Грчкој. Била је позната по својој лепоти и отац ју је удао за деспота Теодора I да запечати њихов савез. Пошто су се односи њеног оца и мужа погоршали почетком 1390-их, њен отац ју је разбаштинио у корист њене млађе сестре Франческе и њиховог ванбрачног брата Антонија. Деспина Бартоломеа је умрла без деце.

## Младост
Бартоломеа је била старија од две ћерке војводе Нерија I Ачајолија и војвоткиње Агнес де Сарацени која су се удале пре 1381. године. Нерио I Ачајоли је био потомак угледне банкарске породице из Фиренце. 1360-их се настанио у франачкој Грчкој где је заузео велике области, укључујући и важан град Коринт. Отац Агнес де Сарацени, Сарацено, био је венецијански грађанин који је живео у Негропонтеу.
Већина детаља из Бартоломејиног живота је непозната. Византијски историчар Лаоник Халкокондил је записао да је за њу „речено да је била најлепша од свих жена које су у то време биле познате по својој лепоти“. Сматрана је главним наследником великих очевих домена, јер није имала закониту браћу.

## Деспина
Војвода Нерио I Ачајоли је удао Бартоломеју за деспота Теодора I Палеолога, деспота Мореје, 1385. године. Брак је запечатио савез њеног оца и мужа против Наварске компаније (групе плаћеника који су се настанили на Пелопонезу 1370-их). Пре брака, војвода Нерио I је обећао да ће Бартоломеа наследити Коринт ако он умре. Деспот Теодор I је волео своју лепу жену и она му је увек била одана, али њихов брак је био без деце. Односи између Бартоломејиног оца и мужа постали су напети након што су Наварци заробили војводу Нерија I 1389. године. Пустили су га тек пошто је обећао да ће наговорити деспота Теодора I да уступи Аргос Млечанима, али деспот Теодор I није хтео да прихвати савет свог таста, иако су Млечани могли да држе Нериов град, Мегару, док не добију Аргос од деспота Теодора I.
Војвода Нерио I Ачајоли је направио свој тестамент у Коринту 17. септембра 1394. године. Он је заправо разбаштинио деспину Бартоломеју, јер је расподелио имање између своје млађе ћерке Франческе, свог ванбрачног сина Антонија и цркве Свете Марије (Партенон) у Атини. Војвода Нерио I је деспини Бартоломеји Ачајоли завештао само отписивање дуга од 9.700 дуката које је њен муж позајмио од њега. Тестамент је разбеснео и деспину Бартоломеју и деспота Теодора I и одлучили су да заузму Коринт након што је њен отац умро 25. септембра. Нису могли да спрече деспину Франческу да заузме Коринт, иако је деспот Теодор I започео напад на град у октобру. Инвазија Турака на Мореју приморала је деспота Теодора I да напусти војни поход почетком 1395. године. Након што су се Турци повукли из Мореје, деспина Бартоломеја је поставила заседу својој сестри између Коринтске превлаке и Мегаре, али није успела да ухвати деспину Франческу. Франческин муж, деспот Карло I Токо, мислио је да неће моћи да задржи Коринт и продао је њено право на град деспоту Теодору I 1396. године.
Бартоломеа је умрла око 1396. године. Њен муж ју је надживео, али је патио од тешке депресије све док није умро 1407. године. Велику суму новца коју је Бартоломеа положила у венецијанској банци добио је исте године њен девер, цар Манојло II Палеолог.